# Émile Bernard

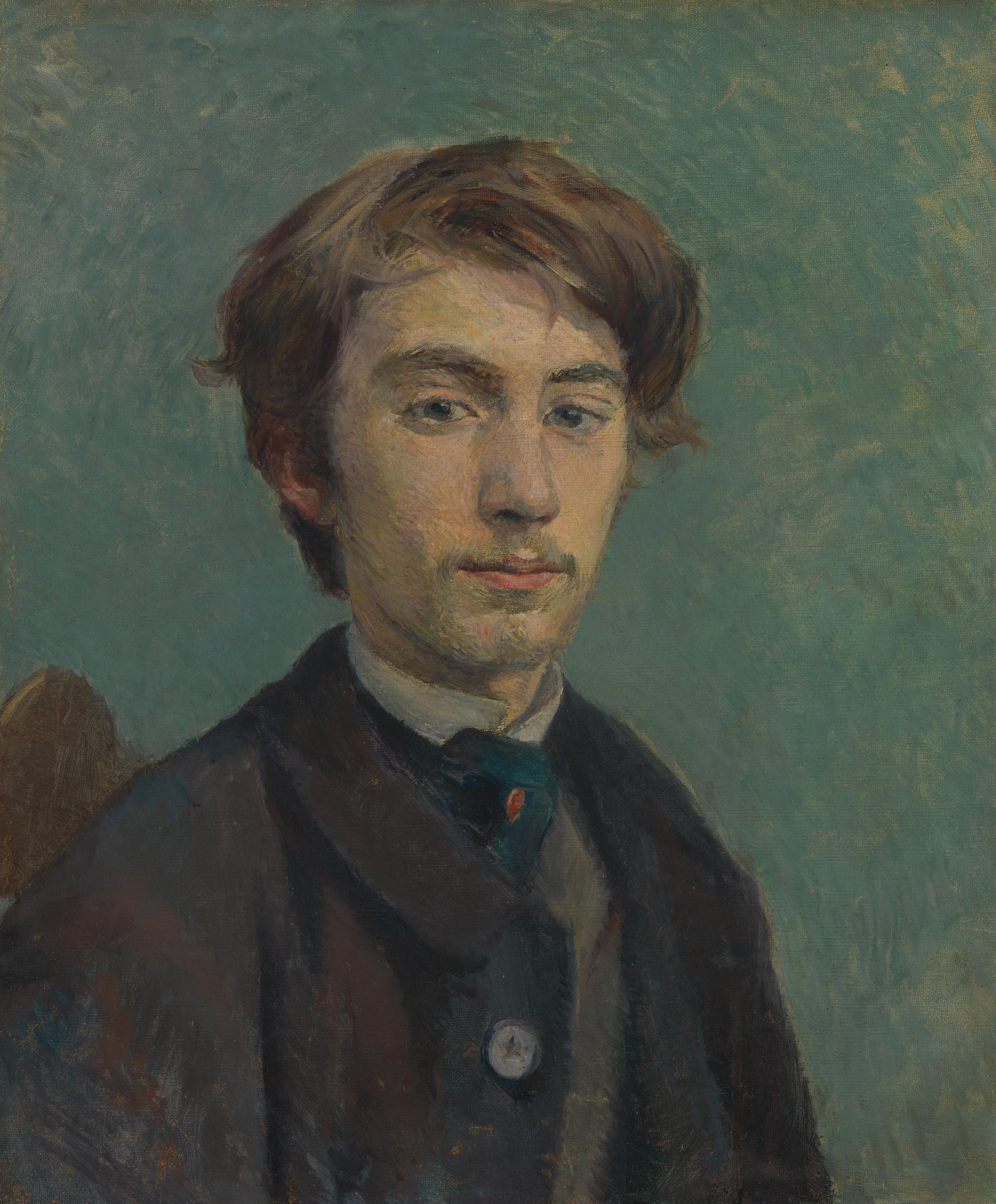
Retrato de Émile Bernard, por Henri de Toulouse-Lautrec.

Émile Bernard (França, Lille, 28 de abril de 1868 - 16 de abril de 1941) foi um pintor pós-impressionista e escritor.
Segundo as biografias de Vincent van Gogh, foi um pintor que, 15 anos mais jovem que Vincent, amigo e confidente, manteve correspondência e trocou quadros até a morte do célebre pintor holandês na época em que ambos moravam em Paris. Recebeu crítica positiva do mestre pós-impressionista sobre suas suas cores e tons.
Foi um dos poucos, assim como Theo van Gogh, que não se distanciou emocional ou mentalmente de van Gogh. Auxiliou seu irmão a realizar a primeira retrospectiva póstuma de Vincent.
Não logrou espaço célebre no meio da pintura, sendo mais conhecido por estudiosos de van Gogh e poucos admiradores. Seguiu pintando com afinco até a sua morte, de natureza espontânea.

## Livros publicados por Émile Bernard
- Propos sur l'art (I), Émile Bernard ISBN 2-84049-031-5
- Propos sur l'art (II), Émile Bernard ISBN 2-84049-029-3
- L'Esclave nue suivi de La Danseuse persane, Émile Bernard, romance
- Le Parnasse oriental, Émile Bernard
- Le Voyage de l'être: poèmes d'évolution. Susurrements, Coeur nu, Sentimentalités solitaires, Sensualismes, Malaises cordiaux, Foi, Extuses et luttes, suivi de Paysages et du Livre d'hommages, Émile Bernard, poesia, 1898

## Livros de consulta
- Fred Leeman, Émile Bernard (1868 - 1941), Citadelles & Mazenod éditeurs; Wildenstein Institute Publications, 2013, 495 p. (ISBN 9782850885716)